# 플라이슈만-폰즈 실험
플라이슈만-폰즈 실험(Fleischmann-Pons Experiment)은 1989년 3월에 미국 유타 대학교의 전기화학자 마틴 플라이슈만과 스탠리 폰즈가 수행해, 상온 핵융합이 가능하다고 주장했던 실험이다. 플라이슈만과 폰즈는 팔라듐 전극을 이용해 중수를 전기분해하는 실험을 하는 도중에 비정상적으로 많은 양의 열이 방출되는 것을 확인했다. 그들은 이 정도로 많은 열은 핵반응을 거치지 않고서는 발생될 수 없다고 역설했다. 또한 그들은 중성자와 삼중수소를 포함한 핵반응의 부산물이 검출되었다고 주장했다.
당시 언론은 전기분해 장치 안에서 핵융합이 일어나고 있다고 보도했고, 이러한 보도는 대중에게 값싸고 풍부한 에너지원에 대한 희망을 일으켰다. 그러나 이 실험의 재현은 번번이 실패했고 원래 실험의 오류와 오차들이 속속 나타났다. 결국 플라이슈만과 폰즈가 실제로 핵반응의 부산물을 검출하지 못했다는 것이 알려지면서 상온 핵융합은 더 이상 학계에서 논의되지 않게 되었다. 1989년 말에 이르러 상온 핵융합은 연구 부정행위의 대표적인 사례로 낙인찍히게 되었다.
소규모 그룹의 연구자들은 아직도 상온 핵융합을 연구하고 있으며, 핵반응 부가 생성물을 비롯한 플라이슈만과 폰즈의 실험 결과를 재현했다고 주장한다. 상온 핵융합이 검증된 과학 학술지에 출판되는 경우가 드물고, 따라서 연구 결과들도 주류 연구 주제에 비해 검토를 적게 받는다. 많은 과학자들은 이 분야에서 새로운 연구가 이루어지고 있다는 사실도 인지하지 못하고 있다. 주류 과학자들은 이 분야를 1980년대 말과 1990년대 초에 일어났던 과학적 논란의 잔재로 받아들이고 있다.

## 실험 이전의 상황
팔라듐이 수소를 흡수할 수 있다는 사실은 토마스 그레이엄에 의해 19세기로부터 알려져 오고 있었다. 1920년대 말에는 오스트리아 출신의 과학자 프리드리히 파네트와 쿠르트 페터스가 고운 팔라듐 결정에 수소를 흡착시키면 자발적인 핵반응에 의해 헬륨으로 변화한다고 보고했다. 그러나 이 저자들은 이후 당시에 측정된 헬륨은 핵반응이 아닌 공기와 실험에 쓰인 비커에서 온 것이라고 인정하고 보고를 철회했다.
1927년에는 스웨덴의 과학자 존 탄드베르크가 팔라듐 전극을 가진 전기분해 장치에서 수소를 헬륨으로 융합시켰다고 주장했다. 그는 이 연구를 바탕으로 스웨덴에서 "헬륨과 유용한 반응 에너지를 생산할 방법"에 대해 특허를 신청했다. 1932년에 중수소가 발견되자 탄드베르크는 중수를 이용해 그의 실험을 계속했다. 파네트와 페터스가 자신들의 보고를 철회하자 탄드베르크의 특허 신청은 결국 기각되었다. 그가 1927년에 신청한 특허는 실제로 핵융합이 일어나는 과정을 설명할 수 없다는 이유로 기각되었다.
1951년 아르헨티나의 독재자였던 후안 페론은 아르헨티나 비밀 연구실험실에서 융합원자로 개발에 성공했다고 발표했다. 대규모의 원자로 안에서 수소와 리튬의 기체 혼합물에 전기불꽃 점화를 통해 융합이 일어났다는 것이었다. 그 프로젝트에는 최대 300명의 과학자들과 기술자들이 일을 할 정도였다. 그러나 그 성공 소식이 발표된 뒤 얼마 지나지 않아 그 원자로 안에서 실제 융합이 일어나지 않았다는 사실이 밝혀졌고, 해당 실험실은 폐쇄되었으며 독일 출신의 연구 책임자였던 롤란트 리히터는 얼마 동안 감옥에 갇히기까지 했다. 이처럼 그때까지의 연구 결과로 보았을 때 상온 핵융합에는 그다지 희망이 보이지 않는 상황이었다.

## 실험의 실행

### 결과 발표 이전

플라이슈만-폰즈 실험에 사용된 전기분해 장치의 모식도

사우스햄프턴 대학교의 마틴 플라이슈만과 유타 대학교의 스탠리 폰즈는 중수소가 팔라듐에 흡착될 때 생기는 높은 압축률과 이동도가 핵융합으로 이어질 수 있다는 가설을 세웠다. 그들이 네른스트 식을 써서 계산한 결과, 계획하고 있던 실험에서 팔라듐 음극에 1000기압 이상의 압력이 생긴다는 결론이 나왔고 이 값은 고온 핵융합에 필요한 압력보다도 높은 것이었기 때문이었다. 이를 알아보기 위해 그들은 열량계 안에서 팔라듐 음극과 중수를 이용한 전기분해 실험을 실행했다. 수 주에 걸쳐 전류가 지속적으로 공급되었고, 중수는 주기적으로 교체되었다. 약간의 중수소는 음극에 축적되는 것으로 생각되었지만 대부분의 나머지는 전기분해 장치 바깥으로 빠져 나가 양극에서 생성된 산소와 다시 결합했다.
대부분의 실험 시간 동안 장치에 공급된 전력량은 장치를 빠져 나가는 에너지와 측정 오차 범위 안에서 일치했고, 장치의 온도는 약 30 °C 로 유지되었다. 하지만 가끔씩 장치의 온도가 공급 전력의 변화 없이 갑작스럽게 50 °C로 상승했다. 이러한 고온 상태는 2일 이상 지속되었으며 한 번 발생하면 해당 실험에서는 계속 반복해서 발생했다. 이 상태에서 장치를 빠져 나가는 에너지는 장치에 공급된 전력량보다 현저하게 컸다. 이 상태는 몇 번 반복되면 결국에는 그 장치에서는 더 이상 일어나지 않았다.
1988년에 플라이슈만과 폰즈는 미국 에너지부에 더 많은 실험을 위해 재정 지원을 신청했다. 지원안은 동료 평가에 넘겨졌고, 평가자 중 한 명은 브리검 영 대학교의 스티븐 존스였다. 존스는 상온 핵융합의 일종인 뮤온 촉매 핵융합을 연구한 경험이 있었고 1987년에 <사이언티픽 아메리칸> 지에 관련 기사를 쓴 적이 있었다. 플라이슈만과 폰즈 연구 팀은 존스의 연구 팀과 유타에서 만나 연구 결과와 기법을 공유했다. 이 기간 동안 플라이슈만과 폰즈는 자신들의 실험이 화학반응으로는 설명될 수 없는 상당한 양의 "과도한 에너지"를 생성한다고 묘사했다. 그들은 이 발견이 상당한 상업적인 가치를 지니고 특허에 의해 보호되어야 한다고 생각했다. 그러나 존스는 상업적인 가치를 크게 지니지 않는 중성자 선속을 연구하고 있었다. 미래의 분쟁을 방지하기 위해 두 연구 팀은 그들의 연구 결과를 동시에 발표하기로 결정했다.

### 실험 결과의 발표
1989년 3월 중순에 두 연구 팀은 모두 연구 결과를 출판할 준비가 되어 있었고, 플라이슈만과 존스는 3월 24일에 만나 <네이처> 지에 논문을 제출하기로 합의했다. 그러나 발표를 선점하려는 유타 대학교로부터 압박을 받은 플라이슈만과 폰즈는 합의를 깨고 3월 11일, <전기분석화학 저널> 지에 그들의 논문을 제출했다. 그들은 언론에 자신의 연구 결과를 공개했고 3월 23일에는 기자 회견까지 가졌다. 배신당한 존스는 기자 회견 이후 <네이처> 지에 자신의 논문을 제출했다.
플라이슈만과 폰즈의 발표는 폭 넓은 언론의 관심을 끌었다. 1986년의 고온 초전도체의 발견은 과학계가 어마어마한 경제적 파장을 미칠 수 있고 재현 가능한, 하지만 당시의 과학적 추론으로 예상하지 못했던 발견에 대해 더 개방적인 자세를 가지게 해 주었다. 플라이슈만과 폰즈의 상온 핵융합은 핵반응이 화학적으로 결합된 결정 구조 안에서도 일어날 수 있다는, 지금까지의 과학적 직관에 정반대되는 아이디어를 제기하고 있었다. 많은 과학자들은 고체에서의 이성질핵 전이를 수반하는 핵반응 현상인 뫼스바우어 효과를 떠올렸다. 30여 년 전 뫼스바우어 효과의 발견은 마찬가지로 예상치 못한 것이었지만 빠르게 재현되었고 당시까지의 물리학적 지식 체계 안에서 설명될 수 있었기 때문이었다.
이 새롭고 친환경적인 에너지원은 중요한 시기에 발표된 것이었다. 당시의 사람들은 1970년대의 유류 파동을 기억하고 있었고, 유류에의 의존과 인류에 의한 지구 온난화가 야기한 문제들이 나타나기 시작했다. 반핵 운동가들은 원자력 발전소의 위험성을 강조했고 이들을 폐쇄하기 위해 노력했으며 대중은 무분별한 광물 채굴과 산성비, 온실 효과가 끼칠 문제점들을 인지하고 있었다. 무엇보다도, 연구 결과의 발표 하루 뒤에 엑슨 발데즈 원유 유출 사고가 일어났다. 기자 회견에서 체이스 N. 피터슨, 플라이슈만, 폰즈는 자신들의 과학적 신임을 바탕으로 기자들에게 자신들의 상온 핵융합이 이러한 문제들을 모두 해결할 수 있으며 바닷물만을 연료로 사용하는 무한한 에너지원을 제공할 것이라고 역설했다. 그들은 자신의 연구 결과가 수십 번의 실험에 의해 확정되었으며 어떠한 의혹도 가지지 않는다고 단언했다. 이에 따른 언론 공개에서 플라이슈만은 "우리가 한 일은 새로운 연구 분야를 개척했고, 우리의 발견을 열과 전력을 생산하는 기술로 상용화하는 것은 상대적으로 쉬운 일일 것이다. 하지만 첫 번째, 이 발견의 과학적 원리를 규명하고 두 번째, 이 발견이 에너지 부문에 경제적으로 기여할 가치를 결정하는 일이 선행되어야 한다."라고 의견을 밝혔다.

## 실험 이후의 학계

### 학계의 반응과 혼란
구체적인 실험 과정이 출판되지 않았음에도 불구하고 세계 각국의 물리학자들이 과잉 열의 발생 현상을 재현하려고 시도했고 실패했다. 네이처 지에 과잉 열의 발생을 보고한 첫 번째 논문은 동료 평가를 통과했음에도 불구하고 대부분의 비슷한 실험이 결과를 재현하지 못했고 이를 설명할 이론이 없다는 이유로 거절당했다. (이 논문은 퓨전 테크놀로지 지에 출판이 수락되었다.) 캘리포니아 공과대학교의 교수 네이선 루이스는 플라이슈만과 폰즈의 결과를 재현하기 위해 가장 많은 노력을 기울인 사람 중 하나였으나 모든 시도가 실패했고, CERN의 물리학자 더글러스 R. O. 모리슨은 서유럽에서 이루어진 “사실상 모든” 실험 재현 시도가 실패했다고 결론지었다. 실험의 성공을 보고한 이들도 플라이슈만과 폰즈의 결과를 그대로 재현하는 것은 힘들다고 보고했다. 4월 10일에, 텍사스 A&M 대학교의 한 연구 팀이 과잉 열의 발생을 출판했고 같은 날 조지아 공과대학교의 한 연구 팀이 당시까지의 재현 실험 중 가장 희망적인 결과였던 "중성자 생성"을 보고했다. 4월 12일에 폰즈는 미국 화학회에서 공로를 인정받았다. 그러나 조지아 공대는 그 다음 날 중성자 검출기에 오류가 있었다면서 원래의 발표를 철회했다. 스탠포드 대학교의 로버트 허긴스가 시행한 또 다른 재현 실험은 경수를 대조군으로 이용해 성공을 거두었다고 보고했고 실질적으로 4월 26일 미국 하원 공청회에서 상온 핵융합을 뒷받침할 유일한 과학적 근거가 되었다. 그러나 허긴스가 최종 발표를 했을 때 섭씨 1도 정도만의 과잉 열이 발생하였고 이는 중수와 경수가 리튬 존재 하에서 가지는 화학적인 차이에 의해 충분히 설명될 수 있었다. 허긴스는 어떠한 전자기파 방출에 대해서도 측정하지 않았고, 그의 연구는 이후 다른 과학자들에 의해 부정되었다. 이어지는 6주 동안 상온 핵융합에 대한 찬반 주장과 그를 뒷받침하는 각기 다른 근거들이 끊임없이 발표되었고 이는 언론에 의해 “cold fusion(상온 핵융합)”을 패러디한 “fusion confusion(핵융합 혼돈)”으로 보도되었다.

### 실험 결과의 부정

#### 모순점의 발견
1989년 4월에 플라이슈만과 폰즈는 <전기분석화학 저널> 지에 자신들의 실험에 관한 요약문을 출판했다. 이 요약문은 상응하는 콤프턴 엣지가 없는 감마 피크를 보여주고 있었고, 이는 그들이 제시한 핵융합의 부가 생성물의 증거에 문제가 있었음을 의미했다. 플라이슈만과 폰즈는 이 비판에 대해 대응을 시도했지만 감마선이 실제로 검출되지 않았고 플라이슈만이 자신의 데이터에 있는 어떠한 실수도 인정하기를 거부한다는 사실만이 명확해졌다. 플라이슈만과 폰즈가 1년 후 출판한 훨씬 더 긴 다른 논문은 열량 측정에 대해서는 상세하게 다루었지만 핵반응에 대한 측정은 전혀 포함하고 있지 않았다.
그럼에도 불구하고 플라이슈만과 폰즈, 그리고 그들의 실험을 뒷받침하는 결과를 얻은 몇몇의 다른 과학자들은 자신의 발견에 대해 믿음을 버리지 않았다. 유타 대학교는 미 하원에 연구비 2500만 달러를 지원해 줄 것을 요청했고, 폰즈는 5월 초에 조지 허버트 워커 부시 대통령의 대변인과 만나기로 일정을 잡았다.
1989년 4월 30일에 <뉴욕 타임즈> 지는 "상온 핵융합은 죽었다"고 선언했다. <타임즈> 지는 같은 날 상온 핵융합은 "하나의 서커스"에 불과하다고 보도했고, 그 다음날 <보스턴 헤럴드> 지도 상온 핵융합을 비판하는 기사를 실었다. 이탈리아의 신문 <라 레푸블리카> 지는 상온 핵융합을 가리켜 "과학의 사기"라고 칭했다. 플라이슈만과 폰스 그리고 이탈리아의 몇몇 "핵융합계 동료들"이 사기라는 이 비난에 대해 신문사를 고소했지만 그들은 그 재판에서 이기지 못했다.

#### 미국 물리학회의 개입
1989년 5월 1일에 미국 물리학회는 볼티모어에서 상온 핵융합에 관한 회의를 가졌다. 이 회의에서는 상온 핵융합과 이를 뒷받침할 근거를 찾는 데 실패한 많은 실험 보고들을 다루었다. 학회의 대표 9명 중 8명은 애초의 플라이슈만과 폰즈의 주장이 허구였다고 결정 내렸고 단 1명 요한 라펠스키만이 기권표를 던졌다. 캘리포니아 공과대학교의 스티븐 E. 쿠닌은 유타대학교의 보고를 "경쟁력 부재, 그리고 폰즈와 플라이슈만의 기만"에 의한 결과라고 단정 지었으며 이는 열렬한 동의를 받았다. 유럽 입자 물리 연구소를 대표하는 물리학자였던 더글러스 R. O. 모리슨은 최초로 이 사건을 연구 부정행위의 사례로 꼽았다.
5월 4일, 이러한 새로운 비판들이 등장하면서 미국 정부 대변인과 폰즈의 만남은 취소되었다.
5월 8일부터 텍사스 A&M 대학교의 삼중수소 생성 결과만이 상온 핵융합을 지지하는 실험 결과로 남았다.

#### 기존 학계의 반박
1989년 5월 9일, 매사추세츠 공과대학교 플라즈마 핵융합 센터의 연구원 리처드 D. 페트라소는 폰스와 플라이슈만의 방법론과 실험 데이터를 조목조목 따져가면서 반박했다. 게다가 그 두 사람의 핵융합 연구자가 네른스트 방정식을 이용하여 압력을 계산하면서 중대한 잘못을 저질렀다는 사실마저 밝혀지면서 그들 실험의 이론적 근거마저 무너지고 말았다. 이 논문은 머지않아 네이처에 출판되어 크게 주목을 받게 되고, 상온 핵융합은 그 명성에 큰 치명타를 입게 되었다.
1989년 7월과 11월에 네이처 지는 상온 핵융합을 반박하는 논문을 출판했다. 사이언스, 피지컬 리뷰 레터, 피지컬 리뷰 C(핵물리학) 지 등 다른 과학 저널들도 상온 핵융합에 부정적인 논문들을 출판했다.
1989년 8월, 부정적인 경향과 여론에도 불구하고 유타 주는 450만 달러를 투자해 국립 상온 핵융합 연구소를 설립했다.

#### 미국 에너지부의 검토
미국 에너지부는 상온 핵융합 이론과 연구를 재검토하기 위한 전문 조사위원회를 조직했다.:39 1989년 11월에 위원회는 당시까지 발표된 결과로는 상온 핵융합이라고 주장되는 연구 결과들이 실용적인 에너지원을 제공할 것이라는 근거가 없다는 결론을 내렸다.:36 위원회는 과잉 열의 발생을 재현하려는 시도가 대부분 실패했고, 당시까지 보고된 핵반응의 부가 생성물의 종류가 정립된 이론을 통한 추론과 불일치한다는 점을 언급했다. 이와 같은 핵융합은 당시의 이론에 부합되지 않았으며, 만약 사실로 밝혀진다면 당시까지의 추론이나 이론 체계 자체를 예상치 못한 방향으로 확장시킬 것이었다. 위원회는 상온 핵융합 연구에 특수한 재정 지원을 제공하는 것은 반대했지만 "현존하는 재정 지원 체계 내에서 집중적인 실험을 위한 적정 수준의 지원"에는 찬성의 의사를 표했다.:37 상온 핵융합의 지지자들은 과잉 열의 발생에 대한 증거가 확고하다고 계속 주장했고, 1990년 9월에 국립 상온 핵융합 연구소는 10개국에서 온 92개 연구 팀이 과잉 열의 발생에 대한 보강 증거를 보고했다고 발표했다. 그러나 위원회는 이후 미국 에너지부나 미 국립 과학 재단을 통한 어떠한 재정 지원도 거절했다. 이 시점에서 학계의 여론은 상온 핵융합을 "연구 부정행위"로 결론내리는 쪽으로 이동해 있었다.
1990년 5월 초, 텍사스 A&M 대학교의 연구자 케빈 울프는 갑작스러운 과잉 열의 발생이 팔라듐 전극의 삼중수소 오염이나 단순한 실험 오류로 인한 오염에 의한 것일 가능성이 크다고 발표했다. 1990년 6월, 사이언스 지에 실린 과학 언론인 개리 토비스의 기사는 A&M 대학교 연구팀의 지도자 존 보크리스와 그의 대학원생이 전기분해 장치를 삼중수소로 조작했다고 주장했고, 이로써 A&M 대학교의 결과는 대중의 신뢰를 완전히 잃어버리게 되었다. 1990년 10월, 케빈 울프는 결국 자신의 실험 결과가 전극의 삼중수소 오염에 의해 설명된다고 인정했다. A&M 대학교 측 검토 위원단은 삼중수소가 발생했다는 근거가 불충분하고 전극의 오염과 측정 오차가 실험 결과에 대한 설득력 있는 설명이라고 밝혔으며 보크리스는 학부의 반대에 부딪혀 더 이상 연구를 재개할 기회를 얻지 못했다.
1991년 6월 30일에 국립 상온 핵융합 연구소는 재정 문제로 폐쇄되었다. 이 연구소는 과잉 열을 찾지도 못했고, 삼중수소 생성에 관한 보고들도 이전에 발표된 결과와 큰 차이가 없다는 평가를 받았다.

#### 플라이슈만과 폰즈의 말로
1991년 1월 1일, 폰즈는 종신교수직에서 사임하고 플라이슈만과 함께 조용히 미국을 떠났다. 1992년에 그들은 프랑스 남부 소재 토요타 자동차의 IMRA 실험실에서 연구를 재개했다. 플라이슈만은 1995년에 영국으로 떠났고, 1998년 4000만 달러를 소모하고도 아무런 결과를 얻지 못한 폰즈는 토요타 사와 재계약하는 데 실패했다. IMRA 실험실은 1998년에 폐쇄되었다. 폰즈는 당시부터 지금까지 공식 석상에 나타나지 않았고, 플라이슈만 혼자만이 의견을 표명하고 논문을 출판하고 있다.
당시 상온 핵융합 연구 방법과 연구자들의 도덕성을 비판하는 책이 몇 권 출판되었다. 연구자들을 옹호하는 책은 거의 없었다. 과학 학계는 현재까지도 실험 재현의 부재와 이론과의 불합치 때문에 상온 핵융합에 회의적인 여론을 유지한다. 새롭게 제기되는 실험 재현 주장은 주류 과학자와 저널에 의해 기각되거나 무시당하고 있다.

## 사회적 파장

### 팔라듐 가격의 폭등

1990년 3월물 팔라듐 선물 가격의 차트.

연구 결과를 공개하기 이전 플라이슈만과 폰즈는 그들의 융합 성공이 세상에 알려지고 나면 팔라듐 값이 가파르게 치솟을 것을 예상하고 그것과 관계가 있는 주식들을 사들였다. 두 사람이 기대했던 대로 1989년 3월 말 연구 결과가 언론에 공개되자마자 팔라듐의 가격은 투기 세력의 급격한 유입과 함께 종전의 온스당 140달러 미만에서 순식간에 온스당 170달러를 넘어서며 25퍼센트가 넘게 폭등했다. 원자재 시장에서 이와 같은 급격한 가격 상승은 일반적인 수요와 공급에 의해서는 설명될 수 없는 수준의 것이었다. 실제로 플라이슈만과 폰즈는 이것으로 엄청난 경제적 이익을 거둘 수 있게 되었다. 이 시기 팔라듐 시장으로의 자금 유입은 미국 서부 개척 시대의 "골드 러시"에 빗대어 "상온 핵융합 러시"로 불릴 정도였다. 그러나 플라이슈만과 폰즈의 연구 결과가 거짓으로 밝혀진 뒤 팔라듐의 가격도 폭락했고, 2000년대 이전까지 "상온 핵융합 러시" 이전의 가격대인 온스당 100달러 안팎에서 유지되었다.

## 상온 핵융합의 현재

### 관련 연구의 진행

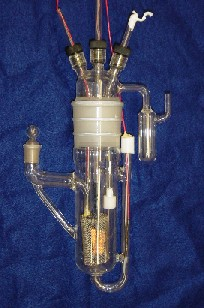
미국 우주해전시스템센터에서 소장 중인 상온 핵융합 장치 (2005)

소수의 과학자들은 주류 학계의 부정적인 견해에도 불구하고 플라이슈만-폰즈 실험에서 사용하였던 전기분해 장치를 이용한 실험을 진행하고 있다. 이들은 상온 핵융합이라는 말의 부정적인 인식을 피하기 위해 자신들의 연구 분야를 핵융합을 다룬다는 의미가 직접적으로 들어가지 않은 "낮은 에너지 핵반응" (LENR) 또는 "화학적 매개 핵반응" (CANR), 혹은 "결정 매개 핵반응" (LANR) 과 "응집 물질 핵과학" (CMNS) 와 같은 이름들로 부르고 있다. 그러나 이 분야의 몇몇 사람들은 지금까지 보고된 효과들이 핵융합으로 설명될 수 없으며 핵융합이 아닌 낮은 에너지 상태에서 일어나는 다른 핵반응이라고 믿고 있기 때문에 이런 이름들을 단순한 같은 분야의 다른 이름으로 인식하기 보다는 완전히 다른 현상에 대한 좀 더 정확한 표현으로 보고 있다.
1992년에서 1997년까지, 일본의 국제무역산업부는 상온 핵융합을 연구하기 위해 "신 수소 에너지 프로그램"에 2천만 달러가량을 후원하였다.  1997년 프로그램의 관리자였던 히데요 이케가미 박사는 프로그램의 종료를 공표하며 "우리는 처음에 가진 상온 핵융합의 목표를 이루어내지 못했다. (...) 우리는 더 이상의 연구비를 신청할 이유를 찾을 수 없었다." 라고 하였다.
또한 1990년대에는 인도에서 주류 과학자들과의 의견일치의 부족과 미국에서의 연구 폐기 때문에 바바원자력센터에서 진행 중이던 상온 핵융합 연구를 중단하였다. 한편, 2008년에 인도의 국립고등학술연구소는 인도 정부에 이 연구의 재개를 권하였다. 프로젝트는 첸나이의 인도 공과대학교 마드라스, 바바원자력센터, 인디라간디원자력연구센터에서 시작되었다. 그러나 아직 과학자들 사이에서 회의가 가시지 않고 있으며 연구는 중단된 상태이다.
2002년 2월에는 미 해군에서 캘리포니아의 샌디에이고에 있는 미 해군의 우주해전시스템센터에 있는 연구원들이 1989년 이래로 조용히 상온 핵융합을 연구해왔다고 밝혔다. 그들은 "Pd/D2O 계의 열 및 핵적 양상"이라는 두 권의 보고서를 발표하며 자금 조달을 청원하였다.
2008년 5월, 일본의 오사카 대학 소속 연구원 요시아키 아라타는 팔라듐과 산화지르코늄 혼합물의 셀에 들어있는 중수소 기체에 관한 실험을 시연하였다. 이 실험의 시연은 인도의 상온 핵융합 연구에 관한 관심을 어느정도 다시 불러일으키기도 했다.
2011년 4월에는 미 항공우주국 랭글리연구소의 최고기술경영자인 데니스 부시넬이 "LENR은 상당히 빠르게 발전될, 매우 흥미롭고 유망한 신기술"이라고 하였다. 미항공우주국랭글리연구소는 2011년 여름에 시작할 타당성 검증을 위해 미항공우주국 안팎의 연구원들이 참여하는 실험적 프로젝트에 효력을 부여하였다.

### 상업적 이용에 대한 주장
몇몇 기업가들은 상온 핵융합 발전기가 거의 상용화 단계에 들어섰다고 주장해 왔지만 아직 시장에는 없다.
2011년 2월, 볼로냐 대학의 연구원 안드레아 로시와 세르지오 포카르디는 에너지 촉매라는 장치 속에서 상용화가 가능한 상온 핵융합에 성공하였다고 주장했다. 2011년 3월, 두 명의 스웨덴 물리학자들이 로시의 감독 아래 그 장치를 평가했다. 그 목적이 즉각적인 상용화인만큼, 그 장치의 발명가들은 자세한 정보는 아직 공개하지 않을 것이라고 하였다. 동료 평가되는 과학 학술지들은 아직 그 발명에 관한 논문을 싣지 않았으며, 로시는 핵물리학 저널라는 이름의 개인 "핵 실험 블로그"를 만들었다. 하지만 이 발명은 기존의 받아들여지고 있는 물리 법칙과 확립된 이론에 거스르며, 이 문제를 해결하기 위해서는 실험적 증거나 기존 이론에 근거한 이론적 기반이 있어야 하기 때문에 그들이 했던 특허 신청의 일부분이 기각되었다. 또한, 스웨덴 물리학자들이 그 장치의 코어를 시험하는 것을 불허하였기 때문에 아직 그 발명의 실용성에 대한 불확실함이 남아있다. 2011년 10월 28일에 로시는 470kW의 출력으로 열을 발생시키는 5시간 반의 시험에 성공하였으며 비공개의 구매자에게 판매하였다고 했다. 그러나 이 시험의 다른 관찰자들은 어떠한 측정이나 자세한 조사도 허용되지 않았다.

### 관련 출판
과학 정보 연구소(ISI)는 상온 핵융합이 1989년에 발표된 모든 과학 분야의 논문들의 가장 많은 주제였다고 밝혔다.  상온 핵융합 관련 논문들의 숫자는 1990년 이후에 급격하게 감소하였는데, 이는 상온 핵융합에 대한 과학자들의 포기 및 학술지 편집자들의 상온 핵융합 관련 새 논문 검토 거부 때문이며, 상온 핵융합은 ISI차트에서 밀려났다. 주류 학술지들의 논문 게시는 감소를 계속하고 있으나 완전히 멈추지는 않았다. 이는 아직 이 분야를 포기하지 않은 연구자들 때문이거나 아니면 어떤 분야의 일반적인 논문 게시율 때문이라는 등의 다양한 해석이 가능하다. 이 분야에서 부정적인 결과를 얻은 연구자들은 대부분이 이 분야에 대한 연구를 포기하였으며, 오직 이 분야의 옹호자들만이 이 분야에 대한 논문 게시를 하고 있다. 1993년의 피지컬 레터스 A에 실린 논문이 플라이슈만이 마지막으로 게시한 논문이었다. .
상온 핵융합 분야의 논문 게시 거부는 "정보화 물결의 실패"로 표현되곤 한다. 50%의 과학자들이 아직까지 상온 핵융합 이론을 지지하고 있을 때 일어난 지지자들의 갑작스런 증가에 뒤이어 극소수의 지지자들이 남을 때까지 일어난 지지자들의 감소는 병적인 과학의 특징으로 묘사된다. 통일된 개념과 기술에 대한 공유의 부족은 이 분야에서 빽빽한 협력 네트워크의 형성을 막았다. 연구자들의 독립적인 연구는 전혀 다른 방향의 결과들을 낳았고, 이는 상온 핵융합이 "일반적인" 과학이 되는 것을 방해하였다.
상온 핵융합에 관한 보고서들은 전기분석화학 저널 이나 누오보 치멘토 와 같은 일부 전문저널에 계속 실리고 있으며 몇몇 논문들은 물리화학 저널, 피지컬 레터스 A, 국제 수소 에너지 저널 이나 몇몇 일본 및 러시아의 물리, 화학, 공학 저널에 실리기도 한다.  또한 독일의 자연과학은 2005년부터 상온 핵융합 논문들을 게재해왔다.
노벨상 수상자인 줄리언 슈윙거는 상온 핵융합에 관한 초기 논문들에 대한 반응이 대부분 부정적이던 1989년 가을, 스스로를 상온 핵융합 지지자라고 밝혔다. 그는 상온 핵융합의 가능성을 지지하기 위한 이론을 담은 논문을 피지컬 리뷰 레터스에 게시하려 했으나 동료 평가단이 거칠게 거부하여 모욕감을 느끼기도 하였고, 그에 대한 저항의 의미로 미국 물리학회에서 탈퇴하였다.
핵융합 기술 저널은 1990년에 상온 핵융합 논문을 위한 영구적인 특집란을 마련하였으며, 1년에 12개가 넘는 논문을 게재하며 상온 핵융합 연구자들에게 논문을 실을 주된 공간을 제공하고 있다. 2001년 편집장이던 조지 밀리가 은퇴할 때, 저널은 더 이상의 새로운 상온 핵융합 논문을 받는 것을 중단하였다. 이는 이러한 저널들에 상온 핵융합 논문이 실리는 데에 호의적인 주요 인물의 중요성의 예시로 인용되고 있다.
1990년대에, 상온 핵융합을 계속 연구하던 그룹들의 지지자들은 상온 핵융합 분야의 발전과 다른 곳에서 무시당하는 에너지 생산에 관한 주장들을 담기 위해 핵융합의 진실, 상온 핵융합 매거진, 무한 에너지 매거진, 뉴 에너지 타임즈 와 같은 정기 간행물을 창립하였다. 2007년에는 응집물질 핵과학 저널이라는 그들만의 동료 평가 학술지를 창간하였다. . 인터넷 또한 상온 핵융합 연구의 부활의 여지를 남기는, 상온 핵융합 연구자들의 소통과 자주(自主)출판의 주된 매체가 되었다.

### 관련 학회와 회의
상온 핵융합 연구자들은 수 년간 과학학회와의 교류가 없었기 때문에 그들만의 학회를 구성하였다. 제 1회 국제상온핵융합학회(ICCF)는 1990년에 열렸는데, 그 후로 매 12 혹은 18개월마다 학회 모임을 가졌다. 1994년부터는 학회 참석자들에게 외부의 비평을 피하기 위해 학회 내부의 논문이나 발표에 대해 비판하지 않는 것을 권하였다. 물리학자 데이비드 골드스타인에 의하면, 이는 특이한 생각을 지닌 사람의 급격한 증가를 초래하였고, 정상적인 과학적 과정을 방해하였다. 2002년부터는 비판과 회의가 학회에서 없어졌다. 2004년 국제 응집물질 핵과학회 (ISCMNS)의 창립과 함께, 학회는 국제 응집물질 핵과학 회의(ICCMNS) 로 이름이 바뀌었다. 이는 상온 핵융합 단체들이 "상온 핵융합"이라는 말을 피해 부정적인 인식을 피하는 방향으로 적응해 나가는 예로 볼 수 있다. 상온 핵융합 연구는 옹호자들에 의해 종종 "낮은 에너지 핵반응(LENR)"으로 언급된다. 하지만 사회학자 바트 시몬에 의하면 "상온 핵융합"이라는 말은 아직도 계속 그 분야 연구자들의 집단 정체성을 형성하고 있다.
2006년부터, 미국 물리학회는 반년마다 열리는 모임에 상온 핵융합 세션을 넣으며 이는 절대 상온 핵융합에 대한 회의론을 연화시키는 것이 아니라고 명시하였다. 2007년부터는, 미국 화학회의 모임에도 상온 핵융합에 관한 "초청 심포지엄"이 포함되었다. 미국 화학회 프로그램의 의장은 적당한 포럼 없이는 상온 핵융합 문제를 해결할 수 없을 것이며 더욱이 전 세계가 에너지 문제에 직면한 상황에서는 모든 가능성을 열어놓는 것이 좋다고 한 바 있다.
2009년 3월 22-25일에는 미국화학협회 모임에 상온 핵융합 발표 20주년과 관련되어 4일짜리 심포지엄이 개최되었다. 미 해군 소속의 우주해전시스템센터 연구원들은 자연과학 지에 게재되었던 결과인 중수 전극과 CR-39 검출기를 통한 고에너지 중성자의 검출에 대해 발표하였다. 저자들은 이 중성자들이 핵반응이 일어났음을 나타낸다고 주장하였다. 하지만 중성자의 개수나 에너지 등과 같은 항목에 대한 정량적인 관찰 없이는 이 주장이 과학계에서 받아들여지기는 힘들다.

### 실험의 재검토와 재원 마련
1998년 무렵 유타대학교는 이미 100만 달러 이상을 쏟아부은 연구를 포기했고, 일본에서도 1997년 여름에 2000만 달러 가량을 소모한 후 연구를 포기하고 실험실 문을 닫았다. 더 이상 미국에서는 상온 핵융합 연구를 지원도, 출판도 하지 않았다. 대학교의 연구자들은 동료의 평판과 자신의 명성이 떨어질 것을 염려해 상온 핵융합을 더 이상 조사하거나 연구하려 들지 않는다. 1994년에 캘리포니아 공과대학교의 물리학 교수 데이비드 굿스타인은 다음과 같은 이유를 들어 학계의 주류 연구자들이 상온 핵융합에 좀 더 관심을 가져야 한다고 역설했다.
상온 핵융합은 주류 학계로부터 버려진 연구 분야이다. 상온 핵융합과 "인정받는 과학" 사이에는 사실상 어떠한 소통도 이루어지고 있지 않다. 상온 핵융합 관련 논문은 주류 과학 학술지에 거의 출판되는 일이 없고, 따라서 이러한 연구들은 제대로 된 과학이 필요로 하는 비판적인 검토를 받지 못한다. 한편, 상온 핵융합 연구자들은 스스로가 주류로부터 탄압받는다고 보기 때문에 자신들끼리의 내부 비판을 거의 하지 않는다.실험과 이론들은 외부에 노출되었을 때의 비판을 피하기 위해 검증되지 않은 채로 받아들여진다. 이러한 현실 속에서 상온 핵융합을 진지하게 받아들이는 이들은 점점 비과학적이고 독선적으로 변하게 된다.
입자물리학자인 프랑크 클로즈는 더 멀리 나아가서, 플라이슈만과 폰즈의 상온 핵융합 선언 때부터 존재해 왔던 문제들이 아직도 존재한다고 주장했다. 그는 "관련 연구 결과들은 제대로 검토받지 못하고 있으며, 이러한 연구 과정에서 발생하는 기존의 이론으로 설명하기 힘든 현상들은 실제로는 그렇지 않음에도 불구하고 언론의 관심을 끌기 위해 "상온 핵융합"으로 낙인찍힌다"고 말했다.
상온 핵융합 연구자들은 초기 관련 연구의 문제점들이 그들이 연구하는 분야를 주류 학계에서 몰아내고 재원 마련에 어려움을 준다는 사실을 인지하고 있지만, 소수의 연구자들은 여전히 상온 핵융합을 연구하는 것에 흥미를 느끼고 있다.

2003년 8월에, 2003년 4월에 발송된 MIT의 교수 피터 L. 하겔스타인의 편지에 답장하면서:3 미국 에너지부 장관 스펜서 에이브러햄은 미 에너지부가 상온 핵융합 분야에 대해 다시 한 번 검토를 하도록 했다. 상온 핵융합 연구자들은 1989년의 조사위원회 이후에 발표된 모든 증거를 다시 검토해 발표하도록 요청받았다. 재검토 결과는 2004년에 발표되었다. 조사 위원회는 상온 핵융합 실험이 열에너지를 실제로 생성했는지에 대해서는 찬반이 갈렸지만, 모두가 증거의 부족과 실험의 열악한 문서화에 대해 불평했다. 조사 위원회는 상온 핵융합의 근거가 불충분하며 미국 연방 단위의 연구 프로그램은 부적절하지만, 개인적인 차원에서의 신중한 연구는 바람직하다는 결론을 내렸다. 그들이 내린 결론은 다음과 같았다.
1989년에 비해 열량 측정의 방법들은 획기적으로 발전했지만, 조사 위원회의 검토 결과는 1989년에 이루어진 것과 유사하다.

이번 조사 위원회는 상온 핵융합 분야에 남아 있는 혼란을 어느 정도 제거하는 데 도움이 될 수 있는 기초과학 연구 분야를 몇 가지 찾았다. 그 중 두 개를 나열하자면 1) 현대적인 분석 방법을 통한 중수소 흡착 금속의 재료과학적 특성 분석과 2) 중수소를 흡착한 금속이 방출하는 입자에 대한 정밀한 기구를 사용한 연구다. 조사 위원회는 이 연구 분야가 여러 기관에 대한 연구 제안 제출이나 과학 학술지에 대한 논문 제출로부터 이득을 볼 것이라고 생각한다.— 저온 핵반응에 대한 검토 보고서, 미국 에너지부, 2004년 12월

주류 과학 언론들은 에너지부 조사 위원회의 보고서를 상온 핵융합의 패배로 보고 "상온 핵융합, 냉담한 앙코르를 받다"'와 같은 헤드라인으로 응수했지만, 상온 핵융합 연구자들은 이 보고서가 지금까지 연구의 문제점을 지적하고 개선 방안을 제시했다는 점을 지적하며 이 일을 긍정적으로 보았다. 2005년 피직스 투데이 지는 새로운 과잉 열 발생과 상온 핵융합 효과에 대한 보고들이 1989년의 그것보다 전혀 나아진 점이 없다고 지적했다.

## 특허
정확히 알려지지는 않았지만, 현재의 추론으로는 유타대학교가 상온 핵융합에 대한 최초 발견자의 명예와 뒤따르는 특허를 얻기 위해 플라이슈만과 폰즈를 압박해 존스를 배신하고 1989년 3월 29일 먼저 연구 결과를 발표하게 강요한 것으로 추측된다. 1989년 4월 12일, 매사추세츠 공과대학교는 본교의 연구자였던 피터 L. 하겔스타인의 상온 핵융합 연구를 바탕으로 한 특허를 독자적으로 신청했다고 밝혔다. 1993년 12월 2일을 기해 유타대학교는 모든 상온 핵융합 특허를 관련된 벤처 기업인 ENECO에 양도하기로 결정했고, 1998년 3월에는 더 이상 특허권 보호를 위한 어떠한 노력도 하지 않겠다고 선언했다.
미국 특허청은 현재 상온 핵융합을 주장하는 모든 특허 신청을 기각한다. 2004년, 특허청 대리 국장이었던 에스더 케플린저는 특허청은 영구 기관과 마찬가지로 "작동하지 않기 때문에" 상온 핵융합 관련 신청을 기각한다고 밝혔다. 특허를 신청할 때에는 자신의 발명이 "실용적"이라는 것을 밝혀야 하는데, 이러한 실용성은 발명품이 작동할 경우에만 의미를 가진다. 미국에서 일반적으로 발명품이 단지 "작동하지 않기 때문에" 특허 신청이 기각되는 경우는 드물고 연방 법원에서 이러한 특허청의 기각 결정이 승소하는 경우는 더욱 드물다. 그러나 2000년, 연방 법원은 상온 핵융합에 대한 특허 신청이 "실용적"이지 않기 때문에 기각한 특허청의 결정은 정당하다는 판결을 내렸다.
미국에서 비슷한 특허를 "상온 핵융합"이 아닌 다른 이름으로 신청해 출원하는 것은 원칙적으로는 가능하다. 그러나 이 전략에서는 저작권 문제 때문에 특허 신청에 플라이슈만과 폰즈의 연구를 언급하지 않을 수 없고, 따라서 해당 특허가 상온 핵융합과 관련이 있다는 사실을 알리게 되고, 결국 실제로 이러한 특허가 실제 출원까지 가는 경우는 거의 없었다. 1999년 미국의 물리학자 데이비드 보스는 미국 특허청이 상온 핵융합과 같은 물질을 사용하고 유사한 실험 과정을 거치는 특허들을 승인, 출원했다고 밝혔다. 보스는 이러한 특허들이 핵물리학이나 핵화학의 전문가들에게 검사받았을 때에는 기각되었지만, 실험의 전기화학적인 부분을 부각시켜 전기화학 전문가들에게 검사를 받도록 재신청하면 대개 통과된다고 했다. 해당 특허의 신청자들은 자신의 발명품이 상온 핵융합과 유사하다는 질문에 자신들의 핵반응 원리는 "새로운 핵물리학"을 기초로 하고 기존의 상온 핵융합과는 관련이 없다고 밝힌다고 한다. 미국의 물리학자 멜빈 마일스는 2004년에 상온 핵융합 장치에 대한 특허를 승인받았고, 2007년에 자신이 어떻게 스스로의 발명품이 "상온 핵융합"과 관련이 있다는 사실을 숨겨 특허 신청을 기각당하지 않을 수 있었는지 밝혔다.
현재까지 최소한 1개의 상온 핵융합 관련 특허가 유럽연합 특허청에서 승인, 출원되었다.
특허는 다른 사람이 발명품을 마음대로 사용하거나 이로부터 이익을 취하는 것을 법적으로 막을 뿐이다. 그러나 일반적인 대중은 특허를 출원된 내용이 진실이라는 공인된 증거로 받아들인다. 3개의 상온 핵융합 특허를 가진 한 발명가는 자신이 가진 특허가 매우 소중하며 이 특허들이 다른 사람들에게서 투자를 받는 데에 크게 기여했다고 말했다.

## 같이 보기
- 핵융합
- 상온 핵융합
- 이성질핵 전이
- 뮤온 촉매 핵융합
- 황우석 사건

### 내용주
1. ↑  Taubes 1993, 228–229, 255쪽
2. ↑  E.g.:
  - Miskelly, GM; Heben MJ; Kumar A; Penner RM; Sailor MJ; Lewis NL (1989). 《Analysis of the Published Calorimetric Evidence for Electrochemical Fusion of Deuterium in Palladium》. 《Science》 246. 793–796쪽. Bibcode:1989Sci...246..793M. doi:10.1126/science.246.4931.793. PMID 17748706.
  - Aberdam, D; Avenier M; Bagieu G; Bouchez J; Cavaignac JF; Collot J;  외. (1990). 《Limits on neutron emission following deuterium absorption into palladium and titanium》. 《Phys. Rev. Lett.》 65. 1196–1199쪽. Bibcode:1990PhRvL..65.1196A. doi:10.1103/PhysRevLett.65.1196.
  - Price, PB; Barwick SW; Williams WT; Porter JD (1989). 《Search for energetic-charged-particle emission from deuterated Ti and Pd foils》. 《Phys. Rev. Lett.》 63. 1926쪽. Bibcode:1989PhRvL..63.1926P. doi:10.1103/PhysRevLett.63.1926.
  - Roberts, DA; Becchetti FD; Ben-Jacob E; Garik P; Musser J; Orr B; Tarlé G;  외. (1990). 《Energy and flux limits of cold-fusion neutrons using a deuterated liquid scintillator》. 《Phys Rev C》 42. R1809–R1812쪽. Bibcode:1990PhRvC..42.1809R. doi:10.1103/PhysRevC.42.R1809.
  - Lewis 1989
3. ↑  Britz's survey of publications shows "a decay after 1989/90 down to a minimum in 2004-5, and a subsequent rise since then." Cold fusion papers publications statistics[깨진 링크(과거 내용 찾기)], Dieter Britz, retrieved June 14, 2011.
4. ↑  Sixth criteria of Langmuir: "During the course of the controversy the ratio of supporters to critics rises to near 50% and then falls gradually to oblivion. (Langmuir, 1989, pp. 43-44)", quoted in Simon p. 104, paraphrased in Ball p. 308. It has also been applied to the number of published results, in Huizenga 1993, xi, 207–209쪽 "The ratio of the worldwide positive results on cold fusion to negative results peaked at approximately 50% (...) qualitatively in agreement with Langmuir's sixth criteria."
5. ↑  Swartz, 232 F.3d 862, 56 USPQ2d 1703, (Fed. Cir. 2000). decision. Sources:
  - 《2164.07 Relationship of Enablement Requirement to Utility Requirement of 35 U.S.C. 101 - 2100 Patentability. B. Burden on the Examiner. Examiner Has Initial Burden To Show That One of Ordinary Skill in the Art Would Reasonably Doubt the Asserted Utility》. U.S. Patent and Trademark Office. Manual of Patent Examining Procedure, in reference to USC-35|101
  - Alan L. Durham (2004). 《Patent law essentials: a concise guide》 2, illurat판. en:Greenwood Publishing Group. 72 (footnote 30)쪽. ISBN 978-1440859885.
  - Jeffrey G. Sheldon (1992). 《How to write a patent application》 illurat판. en:Practising Law Institute. ISBN 0872240444.

## 참고 자료
- 창클, 하인리히 (2006). 《과학의 사기꾼》. 시아출판사. ISBN 89-8144-184-7.
- Ackermann, Eric (2006년 2월). 《Indicators of failed information epidemics in the scientific journal literature: A publication analysis of Polywater and Cold Nuclear Fusion》. 《Scientometrics》 66. 451–466쪽. doi:10.1007/s11192-006-0033-0.
- Adam, David (2005년 3월 24일).  Rusbringer, Alan, 편집. 《In from the cold》. 《The Guardian》 (London). 2008년 5월 25일에 확인함.
- Alfred, Randy (2009년 3월 23일). 《1989년 3월 23일: Cold Fusion Gets Cold Shoulder》. 《Wired》.
- Anderson, Mark (2007년 8월). 《Cold-Fusion Graybeards Keep the Research Coming》. 《Wired Magazine》. 2013년 4월 28일에 원본 문서에서 보존된 문서. 2008년 5월 25일에 확인함.
- Arata, Yoshiaki; Zhang, Yue-Chang (1998). 《Anomalous difference between reaction energies generated within D20-cell and H20 Cell》. 《Japanese Journal of Applied Physics》 37. L1274–L1276쪽. Bibcode:1998JaJAP..37L1274A. doi:10.1143/JJAP.37.L1274.
- Ball, Phillip (2001). 《Life's matrix: a biography of water》 illurat, reprint판. University of California Press. ISBN 9780520230088.
- Barras, Collin (2009년 3월 23일). 《Neutron tracks revive hopes for cold fusion》. 《en:New Scientist》.
- Beaudette, Charles G. (2002). 《Excess Heat & Why Cold Fusion Research Prevailed》. South Bristol, Maine: Oak Grove Press. ISBN 9780967854830.
- Berger, Eric (2009년 3월 23일). 《Navy scientist announces possible cold fusion reactions》. 《en:Houston Chronicle》.
- Bettencourt, Luís M.A.; David I. Kaiserc; Jasleen Kaur (2009년 7월). 《Scientific discovery and topological transitions in collaboration networks》. 《en:Journal of Informetrics》 3. 210–221쪽. doi:10.1016/j.joi.2009.03.001. MIT Open Access Articles
- Biberian, Jean-Paul (2007). 《Condensed Matter Nuclear Science (Cold Fusion): An Update》 (PDF). 《International Journal of Nuclear Energy Science and Technology》 3. 31–42쪽. doi:10.1504/IJNEST.2007.012439.
- Bird, Alexander (1998).  en:Routledge, 편집. 《Philosophy of Science: Alexander Bird》 illurat, reprint판. London: UCL Press. ISBN 1857285042.
- Bockris, John (2000). 《Accountability and academic freedom: The battle concerning research on cold fusion at Texas A&M University》. 《Accountability Res.》 8. 103쪽. doi:10.1080/08989620008573968.
- Bowen, Jerry (1989년 4월 10일). 《Science: Nuclear Fusion》. 《CBS Evening News》. 2008년 5월 25일에 확인함.
- Broad, William J. (1989년 4월 14일). 《Georgia Tech Team Reports Flaw In Critical Experiment on Fusion》. 《New York Times》. 2008년 5월 25일에 확인함.
- Broad, William J. (1989년 10월 31일). 《Despite Scorn, Team in Utah Still Seeks Cold-Fusion Clues》. 《en:The New York Times》. C1쪽.
- Brooks, Michael (2008). 《en:13 Things That Don't Make Sense》. New York: Doubleday. ISBN 978-0-385-52068-3.
- Britz, Dieter (2008). 《Book review: The Science of Low Energy Nuclear Reaction》 (PDF). 《Journal of Scientific Exploration》 21. 801쪽. ISSN 0892-3310. 2011년 9월 8일에 원본 문서 (PDF)에서 보존된 문서. 2011년 10월 30일에 확인함.
- Browne, M. (1989년 5월 3일). 《Physicists Debunk Claim Of a New Kind of Fusion》. 《New York Times》. 2008년 5월 25일에 확인함.
- Brumfiel, Geoff (2004년 12월 2일). 《US review rekindles cold fusion debate. Energy panel split over whether experiments produced power》. 《Nature news》. doi:10.1038/news041129-11.
- Bush, Ben F.; Lagowski, J.J.; Miles, M.H.; Ostrom, Greg S. (1991). 《Helium Production During the Electrolysis of D2O in Cold Fusion》. 《en:Journal of Electroanalytical Chemistry》 304. 271–278쪽. doi:10.1016/0022-0728(91)85510-V.
- Cartwright, Jon (2009년 3월 23일). 《Cold fusion: The Ghost of Free Energy》. en:GroundReport. 2009년 3월 25일에 원본 문서에서 보존된 문서. 2009년 3월 24일에 확인함.
- Charles, Dan (1992). 《Fatal explosion closes cold fusion laboratory》. 《New Scientist》. ISSN 0262-4079. 2008년 8월 29일에 확인함.
- Choi, Charles (2005). 《Back to Square One》. 《Scientific American》. 2008년 11월 25일에 확인함.
- Chubb, Scott;  외. (2006). 《Session W41: Cold Fusion》. American Physical Society. 2008년 5월 25일에 확인함.
- Close, Frank E. (1992). 《Too Hot to Handle: The Race for Cold Fusion》 2판. London: Penguin. ISBN 0-14-015926-6.
- Collins, Harry; Pinch, Trevor (1993). 《The Golem: What Everyone Should Know About Science》 seco 1998, reprint 2005판. Cambridge University Press. ISBN 0521645506.
- Crease, Robert; Samios, N.P. (1989). 《Cold Fusion confusion》. 《New York Times Magazine》. 34–38쪽.
- Czerski, K., et. al.; Huke, A; Martin, L; Targosz, N; Blauth, D; Górska, A; Heide, P; Winter, H (2008). 《Measurements of enhanced electron screening in d+d reactions under UHV conditions,》. 《J. Phys. G: Nucl. Part. Phys.》 35. 014012쪽. Bibcode:2008JPhG...35a4012C. doi:10.1088/0954-3899/35/1/014012.
- Derry, Gregory Neil (2002). 《What Science Is and How It Works》 reprint, illurat판. Princeton, New Jersey; Oxford: en:Princeton University Press. ISBN 9780691095509. OCLC 40693869.
- Feder, Toni (2004). 《DOE Warms to Cold Fusion》. 《Physics Today》 57. 27–28쪽. Bibcode:2004PhT....57d..27F. doi:10.1063/1.1752414.
- Feder, Toni (2005년 1월). 《Cold Fusion Gets Chilly Encore》. 《Physics Today》 58. 31쪽. Bibcode:2005PhT....58a..31F. doi:10.1063/1.1881896.
- Fleischmann, Martin; Pons, Stanley (1989). 《Electrochemically induced nuclear fusion of deuterium》. 《Journal of Electroanalytical Chemistry》 261. 301–308쪽. doi:10.1016/0022-0728(89)80006-3.
- Fleischmann, Martin; Pons, Stanley; Anderson, Mark W.; Li, Lian Jun; Hawkins, Marvin (1990). 《Calorimetry of the palladium-deuterium-heavy water system》. 《Journal of Electroanalytical Chemistry》 287. 293–348쪽. doi:10.1016/0022-0728(90)80009-U.
- Fleischmann, Martin; Pons, Stanley (1992). 《Some Comments on The Paper 'Analysis of Experiments on The Calorimetry of LiOD-D2O Electrochemical Cells,' R.H. Wilson et al., Journal of Electroanalytical Chemistry, Vol. 332, (1992)》. 《Journal of Electroanalytical Chemistry》 332. 33쪽. doi:10.1016/0022-0728(92)80339-6.
- Fleischmann, Martin; Pons, S. (1993). 《Calorimetry of the Pd-D2O system: from simplicity via complications to simplicity》. 《Physics Letters A》 176. 118–129쪽. Bibcode:1993PhLA..176..118F. doi:10.1016/0375-9601(93)90327-V.
- Fleischmann, Martin (2003). 〈Background to cold fusion: the genesis of a concept〉. 《Tenth International Conference on Cold Fusion》. Cambridge, Massachusetts: World Scientific Publishing. ISBN 978-9812565648.
- Fox, Barry (1994년 6월 25일). 《Patents: Cold fusion rides again》. 《New Scientist》. ISSN 0262-4079.
- Gai, M.; Rugari, S.L.; France, R.H.; Lund, B.J.; Zhao, Z.; Davenport, A.J.; Isaacs, H.S.; Lynn, K.G. (1989). 《Upper limits on neutron and big gamma-ray emission from cold fusion》. 《Nature》 340. 29–34쪽. Bibcode:1989Natur.340...29G. doi:10.1038/340029a0.
- Goodstein, David (1994). 《Whatever happened to cold fusion?》. 《American Scholar》 63 (Phi Beta Kappa Society). 527–541쪽. ISSN 0003-0937. 2008년 5월 16일에 원본 문서에서 보존된 문서. 2008년 5월 25일에 확인함.
- Gozzi, D.; Cellucci, F.; Cignini, P.L.; Gigli, G.; Tomellini, M.; Cisbani, E.; Frullani, S.; Urciuoli, G.M. (1997년 9월 30일). 《X-ray, heat excess and 4He in the D:Pd system》. 《Journal of Electroanalytical Chemistry》 435 (Elsevier). 113–136쪽. doi:10.1016/S0022-0728(97)00297-0.
- Hagelstein, Peter L.; Michael, McKubre; Nagel, David; Chubb, Talbot; Hekman, Randall (2004). 《New Physical Effects in Metal Deuterides》 (PDF). Washington: US Department of Energy. 2007년 1월 6일에 원본 문서 (PDF)에서 보존된 문서. 2022년 6월 3일에 확인함. (manuscript)
- Hagelstein, Peter L. (2010). 《Constraints on energetic particles in the Fleischmann–Pons experiment》 (PDF). 《Naturwissenschaften》 97 (Springer). 345–52쪽. Bibcode:2010NW.....97..345H. doi:10.1007/s00114-009-0644-4. PMID 20143040.
- Hoffman, Nate (1995). 《A Dialogue on Chemically Induced Nuclear Effects: A Guide for the Perplexed About Cold Fusion》. La Grange Park, Illinois: American Nuclear Society. ISBN 0-89448-558-X.
- Hubler, G.K. (2007년 8월 5일). 《Anomalous Effects in Hydrogen-Charged Palladium - A Review》. 《Surface and Coatings Technology》 201. 8568–8573쪽. doi:10.1016/j.surfcoat.2006.03.062.from SMMIB 2005, 14th International Conference on Surface Modification of Materials by Ion Beams
- Huizenga, John R. (1993). 《Cold Fusion: The Scientific Fiasco of the Century》 2판. Oxford and New York: Oxford University Press. ISBN 0-19-855817-1.
- Huke, A.; Czerski K.; Dorsch T.; Biller A.; Heide P.; Ruprecht G. (2006). 《Evidence for a host-material dependence of the n/p branching ratio of low-energy d+d reactions within metallic environments》. 《The European Physical Journal A》 27. Bibcode:2006EPJA...27S.187H. doi:10.1140/epja/i2006-08-028-3.
- Hutchinson, Alex (2006년 1월 8일). 《The Year in Science: Physics》. 《Discover Magazine (online)》. ISSN 0274-7529. 2008년 6월 20일에 확인함.
- Iwamura, Yasuhiro; Sakano, Mitsuru; Itoh, Takehiko (2002). 《Elemental Analysis of Pd Complexes: Effects of D2 Gas Permeation》. 《Japanese Journal of Applied Physics》 41. 4642–4650쪽. Bibcode:2002JaJAP..41.4642I. doi:10.1143/JJAP.41.4642.
- Jayaraman, K.S. (2008년 1월 17일). 《Cold fusion hot again》. 《Nature India》. doi:10.1038/nindia.2008.77. 2008년 12월 7일에 확인함.
- Jones, J.E.; Hansen, L.D.; Jones, S.E.; Shelton, D.S.; Thorne, J.M. (1995). 《Faradaic efficiencies less than 100% during electrolysis of water can account for reports of excess heat in `cold fusion` cells》. 《Journal of Physical Chemistry》 99. 6973–6979쪽. doi:10.1021/j100018a033.
- Joyce, Christopher (1990년 6월 16일). 《Gunfight at the cold fusion corral》. 《New Scientist》. 22쪽. ISSN 0262-4079. 2009년 10월 1일에 확인함.
- Kean, Sam (2010년 7월 26일). 《Palladium: The Cold Fusion Fanatics Can't Get Enough of the Stuff》. 《Slate》. 2011년 7월 31일에 확인함.
- Kozima, Hideo (2006). 《The Science of the Cold Fusion phenomenon》. New York: Elsevier Science. ISBN 0-08-045110-1.
- Krivit, Steven B. (2008년 4월 10일). 《Low Energy Nuclear Reaction Research – Global Scenario》 (PDF). 《Current Science》 94. 854–857쪽. 2008년 7월 19일에 확인함.
- Krivit, Steven B. (2008). 〈Low Energy Nuclear Reactions: The Emergence of Condensed Matter Nuclear Science〉.   Marwan, Jan; Krivit, Steven B. 《Low energy nuclear reactions sourcebook》. en:American Chemical Society/en:Oxford University Press. ISBN 978-0-8412-6966-8.
- Kruglinksi, Susan (2006년 3월 3일). 《Whatever Happened To... Cold Fusion?》. 《Discover Magazine》. ISSN 0274-7529. 2008년 6월 20일에 확인함.
- Kowalski, Ludwik (2004). 《Jones’s manuscript on History of Cold Fusion at BYU》. Upper Montclair, New Jersey: csam.montclair.edu. 2008년 5월 6일에 원본 문서에서 보존된 문서. 2008년 5월 25일에 확인함.
- Lewenstein, Bruce V. (1992). 《Cold Fusion and Hot History》. 《Osiris》 7. 135–163쪽. doi:10.1086/368708. JSTOR 301770.
- Lewenstein, Bruce V. (1994). 《Cornell cold fusion archive》 (PDF). collection n°4451, Division of Rare and Manuscript Collections, Cornell University Library. 2008년 5월 25일에 확인함.
- Lewis, N.S.; Barnes, C.A.; Heben, M.J.; Kumar, A.; Lunt, S.R.; McManis, G.E.; Miskelly, S.R.; Penner, G.M.; Sailor, M.J. (1989). 《Searches for low-temperature nuclear fusion of deuterium in palladium》. 《Nature》 340. 525–530쪽. Bibcode:1989Natur.340..525L. doi:10.1038/340525a0.
- Mallove, Eugene (1991). 《Fire from Ice: Searching for the Truth Behind the Cold Fusion Furor》. London: Wiley. ISBN 0-471-53139-1.
- Mengoli, G.; Bernardini, M.; Manduchi, C.; Zannoni, G. (1998). 《Calorimetry close to the boiling temperature of the D2O/Pd electrolytic system》. 《Journal of Electroanalytical Chemistry》 444. 155–167쪽. doi:10.1016/S0022-0728(97)00634-7.
- McKubre, M.C.H; Crouch-baker, S.; Rocha-filho, R.C.; Smedley, S.I.; Tanzella, F.L.; Passell, T.O.; Santucci, J. (1994). 《Isothermal Flow Calorimetric Investigations of the D/Pd and H/Pd Systems》. 《Journal of Electroanalytical Chemistry》 368. 55쪽. doi:10.1016/0022-0728(93)03070-6.
- Miles, Melvin H.; Hollins, R.A.; Bush, Ben F.; Logowski, J.J.; Miles, R.E. (1993). 《Correlation of excess power and helium production during D2O and H20 electrolysis using Palladium cathodes》. 《Journal of Electroanalytical Chemistry》 346. 99–117쪽. doi:10.1016/0022-0728(93)85006-3.
- Mullins, Justin (2004년 9월). 《Cold Fusion Back From the Dead》. 《IEEE Spectrum》 41. 22쪽. doi:10.1109/MSPEC.2004.1330805.
- Mosier-Boss, Pamela A.; Szpak, Stanislaw; Gordon, Frank E.; Forsley, L.P.G. (2009). 《Triple tracks in CR-39 as the result of Pd–D Co-deposition: evidence of energetic neutrons》. 《Naturwissenschaften》 96. 135–142쪽. Bibcode:2009NW.....96..135M. doi:10.1007/s00114-008-0449-x. PMID 18828003.
- Labinger, JA; Weininger, SJ (2005). 《Controversy in chemistry: how do you prove a negative?—the cases of phlogiston and cold fusion》. 《Angew Chem Int Ed Engl》 44. 1916–22쪽. doi:10.1002/anie.200462084. PMID 15770617. So there matters stand: no cold fusion researcher has been able to dispel the stigma of 'pathological science' by rigorously and reproducibly demonstrating effects sufficiently large to exclude the possibility of error (for example, by constructing a working power generator), nor does it seem possible to conclude unequivocally that all the apparently anomalous behavior can be attributed to error.
- Laurence, William L. (1956년 12월 30일). 《Cold Fusion of Hydrogen Atoms; A Fourth Method Pulling Together》. 《en:The New York Times》. E7쪽.
- Niedra, Janis (1996년 2월). 《Replication of the Apparent Excess Heat Effect in a Light Water - Potassium Carbonate - Nickel Electrolytic Cell》 (PDF). NASA Lewis Research Center, Cleveland Ohio. NASA. 2011년 7월 21일에 원본 문서 (PDF)에서 보존된 문서. 2011년 8월 1일에 확인함.
- 《Texas Panel Finds No Fraud In Cold Fusion Experiments》. 《New York Times》. Associated Press. 1990년 11월 20일. 2009년 9월 24일에 확인함.
- Oriani, Richard A.; Nelson, John C.; Lee, Sung-Kyu; Broadhurst, J. H. (1990). 《Calorimetric Measurements of Excess Power Output During the Cathodic Charging of Deuterium into Palladium》. 《Fusion Technology》 18. 652–662쪽. ISSN 0748-1896.
- Paneth, Fritz; Peters, Kurt (1926). 《Über die Verwandlung von Wasserstoff in Helium》. 《en:Naturwissenschaften》 (독일어) 14. 956–962쪽. Bibcode:1926NW.....14..956P. doi:10.1007/BF01579126.
- Park, Robert L (2000). 《Voodoo Science: The road from foolishness to fraud》. Oxford, U.K. & New York: en:Oxford University Press. ISBN 0-19-860443-2. 2010년 11월 14일에 확인함.
- Petit, Petit (2009년 3월 14일). 《Cold panacea: two researchers proclaimed 20 years ago that they'd achieved cold fusion, the ultimate energy solution. The workwent nowhere, but the hope remains》. 《Science News》 175. 20–24쪽. doi:10.1002/scin.2009.5591750622.
- Platt, Charles (1998). 《What if Cold Fusion is Real?》. 《와이어드 (잡지)》. 2008년 5월 25일에 확인함.
- Pollack, A. (1992년 11월 17일). 《Cold Fusion, Derided in U.S., Is Hot In Japan》. 《The New York Times》.
- Pollack, A. (1997년 8월 26일). 《Japan, Long a Holdout, is Ending its Quest for Cold Fusion》. 《New York Times》 79. 243, C4쪽.
- Saeta, Peter N.; Schaffer, Michael J.; Morrison, Douglas R.O.; Heeter, Robert F. (1999년 10월 21일). 《What is the current scientific thinking on cold fusion? Is there any possible validity to this phenomenon?》. 《Scientific American》. Ask the Experts. 2008년 12월 17일에 확인함. - (each author writing separately)
- Sampson, Mark T. (2009). 《"Cold fusion" rebirth? New evidence for existence of controversial energy source》. ACS. 2011년 10월 2일에 원본 문서에서 보존된 문서. 2011년 10월 30일에 확인함.
- Sanderson, Katharine (2007년 3월 29일). 《Cold fusion is back at the American Chemical Society》. 《Nature news》. ISSN 0028-0836. 2009년 8월 27일에 원본 문서에서 보존된 문서. 2009년 7월 18일에 확인함.
- Scaramuzzi, F. (2000). 《Ten years of cold fusion: an eye-witness account》. 《en:Accountability in Research》 8. 77쪽. ISSN 0898-9621. OCLC 17959730.
- Seife, Charles (2008). 《Sun in a Bottle: The Strange History of Fusion and the Science of Wishful Thinking》. New York: Viking. ISBN 0670020338.
- Seife, Charles (2004년 12월 10일). 《Department of Energy: Outlook for Cold Fusion Is Still Chilly》. 《Science》 306. 1834쪽. doi:10.1126/science.306.5703.1873a. PMID 15591169. 2008년 10월 28일에 확인함.
- Shamoo, Adil E.; Resnik, David B. (2003).  en:Oxford University Press US, 편집. 《Responsible Conduct of Research》 2, illurat판. Oxford: Oxford University Press. ISBN 0195148460.
- Shanahan, Kirk L. (2002년 5월 23일). 《A systematic error in mass flow calorimetry demonstrated》. 《Thermochimica Acta》 382. 95–100쪽. doi:10.1016/S0040-6031(01)00832-2.
- Shanahan, Kirk L. (2005년 4월). 《Comments on "Thermal behavior of polarized Pd/D electrodes prepared by co-deposition"》 (PDF). 《Thermochimica Acta》 428. 207–212쪽. doi:10.1016/j.tca.2004.11.007.
- Shanahan, Kirk L. (2006년 2월 15일). 《Reply to 'Comment on papers by K. Shanahan that propose to explain anomalous heat generated by cold fusion', E. Storms, Thermochim. Acta, 2006》 (PDF). 《Thermochimica Acta》 441. 210–214쪽. doi:10.1016/j.tca.2005.11.029. ISSN 0040-6031. OCLC 825205.
- Shkedi, Zvi; McDonald, Robert C.; Breen, John J.; Maguire, Stephen J.; Veranth, Joe (1995). 《Calorimetry, Excess Heat, and Faraday Efficiency in Ni-H2O Electrolytic Cells》. 《Fusion Technology》 28. 1720–1731쪽. ISSN 0748-1896.
- Shkedi, Zvi (1996년 10월 26일). 《Response to Comments on 'Calorimetry, Excess Heat, and Faraday Efficiency in Ni-H2O Electrolytic Cells'》. 《Fusion Technology》 30. 133쪽. ISSN 0748-1896.
- Simon, Bart (2002). 《Undead science: science studies and the afterlife of cold fusion》 illurat판. en:Rutgers University Press. 49쪽. ISBN 9780813531540.
- Sinha, K.P. (2006). 《Laser Stimulation of Low-Energy Nuclear Reactions in Deuterated Palladium》 (PDF). 《Current Science》 91. 907–912쪽. 2009년 11월 8일에 확인함.
- Szpak, S.; Mossier-Boss, P.A. (1996). 《On the Behavior of the Cathodically Polarized Pd/D System: A Response to Vigier's Comments》. 《Physics Letters A》 210. 382–390쪽. Bibcode:1996PhLA..210..382S. doi:10.1016/0375-9601(95)00915-9.
- Storms, Edmund (2006). 《Comment on papers by K. Shanahan that propose to explain anomalous heat generated by cold fusion》. 《Thermochimica Acta》 441. 207쪽. doi:10.1016/j.tca.2005.11.028.
- Storms, Edmund (2007). 《Science of Low Energy Nuclear Reaction: A Comprehensive Compilation of Evidence and Explanations》. Singapore: World Scientific. ISBN 9-8127062-0-8.
- Storms, Edmund (2010년 10월). 《Status of cold fusion (2010)》. 《en:Naturwissenschaften (online)》 97. 861–881쪽. Bibcode:2010NW.....97..861S. doi:10.1007/s00114-010-0711-x. PMID 20838756.[깨진 링크(과거 내용 찾기)]
- Szpak, Stanislaw; Mosier-Boss, Pamela A.; Miles, Melvin H.; Fleischmann, Martin (2004). 《Thermal behavior of polarized Pd/D electrodes prepared by co-deposition》. 《Thermochimica Acta》 410. 101쪽. doi:10.1016/S0040-6031(03)00401-5.
- Tate, N. (1989). 《MIT bombshell knocks fusion ‘breakthrough’ cold》. 《Boston Herald》. 1쪽. ISSN 0738-5854.
- Taubes, Gary (1990년 6월 15일). 《Cold fusion conundrum at Texas A&M》. 《Science》 248. 1299–1304쪽. Bibcode:1990Sci...248.1299T. doi:10.1126/science.248.4961.1299. PMID 17735269.
- Taubes, Gary (1993). 《en:Bad Science: The Short Life and Weird Times of Cold Fusion》. New York: Random House. ISBN 0-394-58456-2.
- U.S. Department of Energy (1989). 《A Report of the Energy Research Advisory Board to the United States Department of Energy》. Washington, DC: U.S. Department of Energy. 2008년 5월 25일에 확인함.
- U.S. Department of Energy (2004). 《Report of the Review of Low Energy Nuclear Reactions》 (PDF). Washington, DC: U.S. Department of Energy. 2008년 2월 26일에 원본 문서 (PDF)에서 보존된 문서. 2008년 7월 19일에 확인함.
- Van Noorden, R. (2007년 4월). 《Cold fusion back on the menu》. 《Chemistry World》. ISSN 1473-7604. 2008년 5월 25일에 확인함.
- Rogers, Vern C.; Sandquist, Gary M. (1990년 12월). 《Cold fusion reaction products and their measurement》. 《Journal of Fusion Energy》 9. 483–485쪽. doi:10.1007/BF01588284.[깨진 링크(과거 내용 찾기)]
- Voss, David (1999년 3월 1일). 《What Ever Happened to Cold Fusion》. 《Physics World》. ISSN 0953-8585. 2012년 1월 12일에 원본 문서에서 보존된 문서. 2008년 5월 1일에 확인함.
- Voss, David (1999년 5월 21일). 《'New Physics' Finds a Haven at the Patent Office》. 《Science》 284. 1252쪽. doi:10.1126/science.284.5418.1252. ISSN 0036-8075. 2009년 7월 18일에 확인함.
- Wilford, John Noble (1989년 4월 24일). 《Fusion Furor: Science's Human Face》. 《New York Times》. ISSN 0362-4331. 2008년 9월 23일에 확인함.
- Williams, D.E.; Findlay, D.J.S.; Craston, D.H.; Sené, M.R.; Bailey, M.; Croft, S.; Hooton, B.W.; Jones, C.P.; Kucernak, A.R.J. (1989). 《Upper bounds on 'cold fusion' in electrolytic cells》. 《Nature》 342. 375–384쪽. Bibcode:1989Natur.342..375W. doi:10.1038/342375a0.
- Wilson, R.H.; Bray, J.W.; Kosky, P.G.; Vakil, H.B.; Will, F.G. (1992). 《Analysis of experiments on the calorimetry of LiOD-D2O electrochemical cells》. 《Journal of Electroanalytical Chemistry》 332. 1–31쪽. doi:10.1016/0022-0728(92)80338-5.